# Ctenotus impar
Ctenotus impar (нечіткосмугий гребневухий сцинк) — вид сцинкоподібних ящірок родини сцинкових (Scincidae). Ендемік Австралії.

## Поширення і екологія
Нечіткосмугі гребневухі сцинки поширені у Південно-Західній Австралії, на схід до мису Арід, можливо, до Південної Австралії. Вони живуть на прибережних пустищах, в маллі та в невисоких евкаліптових рідколіссях на піщаних рівнинах.